# Tanja Kreil
El Cas Kreil -cas Tanja Kreil v. Bundesrepublik Deutschland (assumpte C-285/98)- és un procés judicial davant el Tribunal de Justícia de la Unió Europea motivat per la discriminació basada en el gènere.

## Tanja Kreil
Tanja Kreil (Hannover, 1977) és una electricista que va interposar una demanda contra la Bundeswehr (Exèrcit alemany) a través del Tribunal de Justícia de la Unió Europea perquè aquest forcés així a l'exèrcit alemany a possibilitar l'accés de les dones a les Forces Armades. Després de finalitzar la seva formació dins l'empresa Siemens com a electricista d'energia l'any 1996, va voler optar a un lloc de treball en la Bundeswehr com a electricista en el departament d'armes. Encara que el seu anterior lloc li oferia una excel·lent preparació en el camp de l'electrotècnia, la seva sol·licitud va ser rebutjada per l'oficina autoritzada, recorrent aquesta a l'article 12ª) del Grundgesetz (Constitució de la República Federal d'Alemanya).

## Marc legal
Abans de la seva reforma al desembre del 2000, l'article 12a.) del GG disposava al seu apartat IV que “si, durant l'estat de defensa, les necessitats fixes de serveis civils en els establiments sanitaris civils i als hospitals militars no poden cobrir-se sobre una base voluntària, les dones d'edats compreses entre divuit anys complerts i cinquanta-cinc anys complerts podran ser destinades a aquests serveis per la Llei o en virtut d'una Llei. En cap cas podran prestar un servei amb armes". Mentre l'accés a ocupacions militars que impliquen l'ús d'armes va ser prohibit per a dones, existia un servei militar obligatori per a homes.
Segons la Soldatenlaufbahnverordnung §3ª (Reglament sobre la Carrera Militar) això no comprenia les unitats sanitàries (a partir de 1975) i les formacions de música militar (a partir de 1991): "Les dones només poden ser reclutades sobre la base d'un allistament voluntari i només en unitats sanitàries i en formacions de música militar". Aquesta situació jurídica va estar en vigor fins a desembre del 2000 a Alemanya, encara que la llei orgànica garantia en el seu article 3 la igualtat de gènere.

## Via judicial
Per Kreil la decisió de la Bundeswehr semblava injusta i discriminatòria per a dones, fent-la incompatible amb el fonament igualitari protegit per la constitució alemanya. Amb tot això, a l'edat de 19 anys, va recórrer davant el Verwaltungsgericht Hannover (Tribunal Administratiu d'Hannover) la decisió adoptada per la Bundeswehr, al·legant que la seva sol·licitud només s'havia rebutjat per motius merament de gènere. A causa que els motius al·legats eren contraris a la Directiva 76/207/CEE del dret de la Unió Europea, el Tribunal Administratiu d'Hannover va elevar una consulta al Tribunal de Justícia de la Unió Europea per reafirmar l'al·legat per la demandant. Aquesta directiva de 1976 “relativa a l'aplicació del principi d'igualtat de tracte entre homes i dones pel que fa a l'accés a l'ocupació, a la formació i a la promoció professionals, i a les condicions de treball” posava de manifest el conflicte entre la llei nacional alemanya i la llei comunitària.
El Tribunal Administratiu d'Hannover plantejava tres qüestions al Tribunal Europeu de Justícia:
1. Impedia la Directiva l'aplicació de les lleis alemanyes que prohibien a les dones servir en l'exèrcit més enllà dels serveis mèdics i la música militar?
2. Regia la legislació comunitària els assumptes de defensa quan aquests assumptes es troben en l'àmbit de la sobirania nacional dels estats membres?
3. Si la Directiva fos aplicable a les Forces Armades, estaven les restriccions justificades sobre la base dels Articles 2(2) i 2(3) de la Directiva, que pretenien protegir la condició biològica de la dona i l'especial relació amb els seus fills?

La decisió del Tribunal Europeu dictava que la normativa impedia l'aplicació de l'alemanya. Respecte del segon punt, encara que la defensa era un assumpte que quedava en l'àmbit dels estats membres, el reclutament i ocupació dins de les Forces Armades quedaven dins de l'àmbit de la Directiva 76/207/CEE. El Tribunal va sostenir que l'Article 2(2) havia d'interpretar-se de forma estricta i proporcionada, de manera que només justificava les restriccions necessàries per a la seva fi, no sent una exclusió genèrica com venia aplicant la Bundeswehr una mesura justificada. Igualment, l'Article 2(3) no permet excloure de forma genèrica a les dones.
En la seva decisió d'11 de gener del 2000, el Tribunal Europeu de Justícia va reafirmar el principi igualitari de gènere, ordenant la inclusió d'aquest dret de manera obligatòria en la legislació alemanya, acabant amb aquesta discriminació incompatible amb la llei comunitària. En aquest marc, es va modificar l'article 12ª) del GG, establint, a partir de primers de 2001, l'accés de les dones a llocs de treball que impliquin el servei amb armes dins de la Bundeswehr.

## Conseqüències
L'esforç de Tanja Kreil per fer valer els seus drets i la decisió del Tribunal Europeu, Alemanya va donar els seus primers passos cap a una nova etapa d'igualtat amb l'equiparació de gènere. Encara que desgraciadament, aquest ímpetu per la igualtat entre homes i dones no va suscitar molt interès dins del poder polític estatal per dur a terme, d'una vegada per sempre el necessari canvi en la legislació alemanya. En l'actualitat, octubre de 2017, solament trobem un 11,8 % de soldats femenines en les Forces Armades alemanyes. El 38,1 % d'elles treballen en el servei sanitari i només una petita part d'elles són oficials o d'alt rang. Finalment, Tanja Kreil no va començar la seva carrera dins de la Bundeswehr, sinó que va seguir treballant com a electricista en Siemens.